# Pëtr Andreevič Šuvalov (1827-1889)
Conte Pëtr Andreevič Šuvalov, in russo Пётр Андреевич Шувалов? (San Pietroburgo, 27 luglio 1827 – San Pietroburgo, 22 marzo 1889), è stato un politico e generale russo.

## Biografia
Era il figlio del maresciallo capo e membro del Consiglio di Stato, il conte Andrej Petrovič Šuvalov (1802-1873), e di sua moglie, Tekla Ignat'evna Valentinovič (1801-1873), vedova del principe Platon Aleksandrovič Zubov.

## Carriera
Il 10 marzo 1845 iniziò come cornetta nel reggimento di cavalleria. L'anno successivo fu promosso a tenente, nel 1851 a capitano. Nella guerra di Crimea era comandante del 5º battaglione del reggimento di cavalleria.
Nel mese di agosto 1854 venne nominato aiutante di campo e fu presto inviato a Kiev e in altre città per accelerare l'escursione prestazioni di riserva dell'8°, 16° e 17° brigate e le divisioni di fanteria e le divisioni di artiglieria 5ª e 6ª batteria. Inoltre, è stato incaricato di monitorare il trasporto di polvere da sparo in Crimea. Dopo aver completato la sua missione, andò a Sebastopoli, ma vi rimase appena due mesi. Successivamente fu inviato a Kazan'. Torna a Sebastopoli, poco prima della sua occupazione da parte delle truppe alleate, ha preso parte all'assalto difensivo del 27 agosto 1855.
Nel settembre 1856 andò a Parigi insieme al principe Aleksej Fëdorovič Orlov, in rappresentanza della Russia a Parigi per la conclusione del trattato di pace. 
Tornato nel mese di aprile dello stesso anno a San Pietroburgo, è stato promosso a colonnello e nel mese di novembre è stato inviato al 6º corpo d'armata. Nel dicembre 1857 fu promosso a maggior generale.

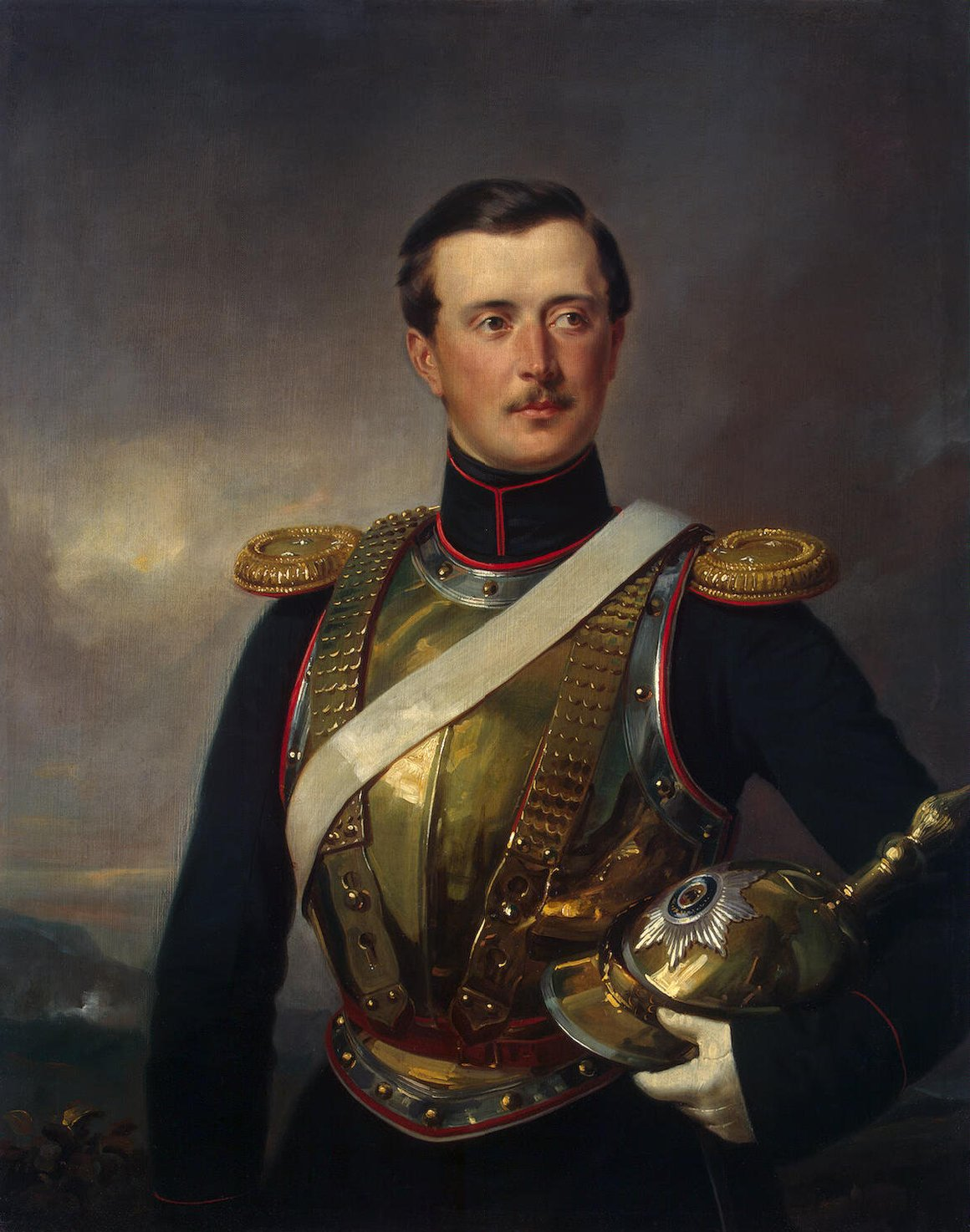
Ritratto giovanile di Andreevič Šuvalov.

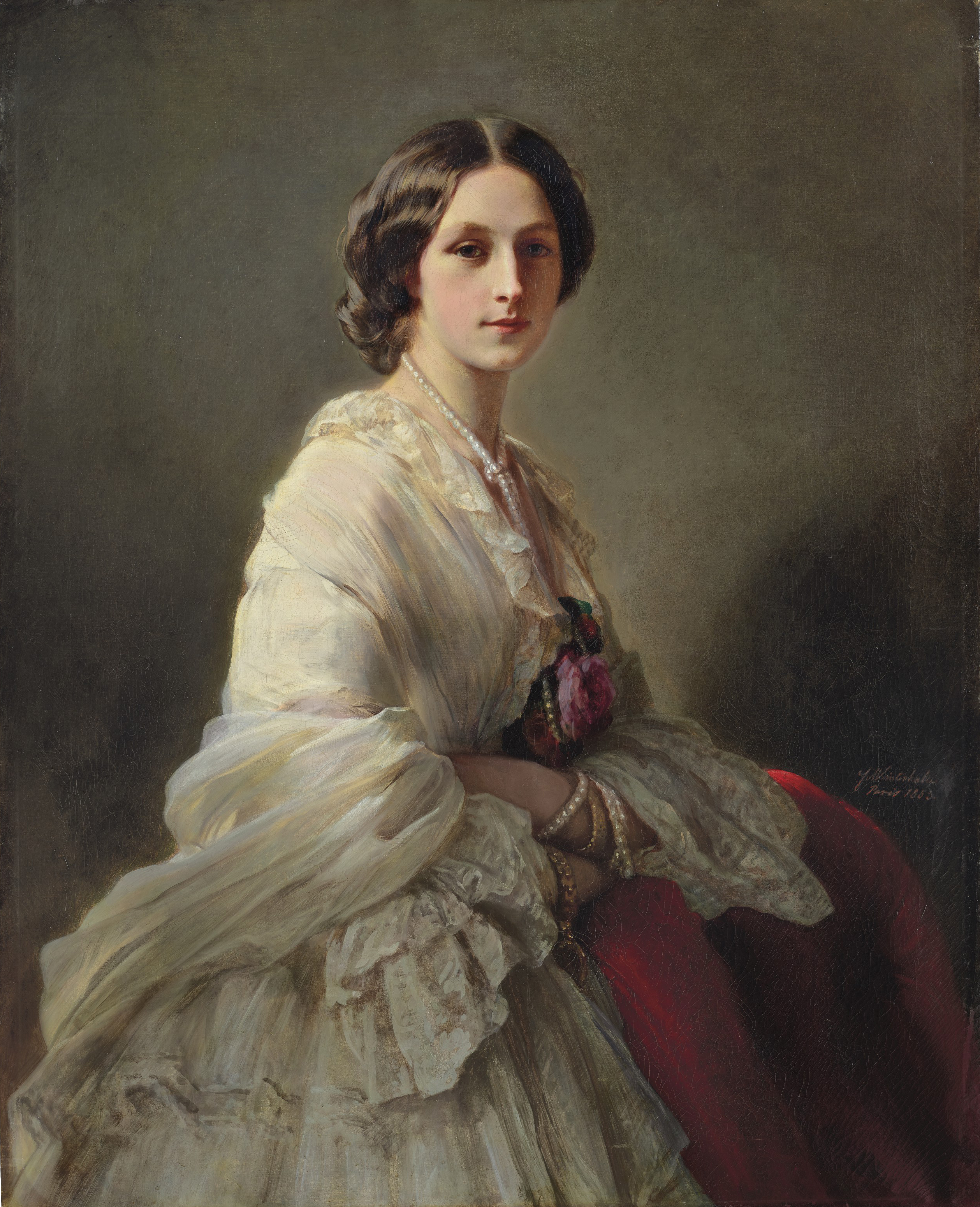
Elena Ivanovna Čertkova, consorte di Šuvalov.

Dopo aver trascorso tre anni e mezzo a capo della polizia di San Pietroburgo, nel novembre 1860 è stato nominato Direttore del Dipartimento Generale del Ministero degli Interni e, in aggiunta, membro della Commissione sugli uffici provinciali e distrettuali. Nel suo ruolo di direttore del dipartimento, si è unito al gruppo dei più forti oppositori della abolizione della servitù della gleba. 
Dopo il licenziamento di Lanskij e Nikolaj Alekseevič Milutin dal Ministero degli Affari Interni, l'influenza di Šuvalov si è intensificata, soprattutto dopo la sua nomina a capo di stato maggiore della gendarmeria e della terza sezione. Era membro del comitato Ostsee sulla riforma della proprietà fondiaria nelle province baltiche.
Nel 1864 fu promosso a tenente generale. Nel 1874 è stato nominato membro del Consiglio di Stato e ambasciatore straordinario e plenipotenziario del Regno Unito (1874-1879).
Il 31 marzo 1877 firmò con Lord Derby un accordo in base al quale l'Europa si impegnò per migliorare la sorte dei cristiani turchi. Tuttavia, tre settimane dopo, scoppiò la guerra. Poi, assicurando il governo russo che la Gran Bretagna ha deciso ad ogni costo di combattere, aiutò quest'ultimo a garantire che la Russia aveva promesso di non trasferire nelle ostilità del Mediterraneo orientale. Quando le truppe russe hanno attraversato i Balcani e si precipitarono alle mura di Costantinopoli, le ostilità sono state sospese, dando piena possibilità all'Austria-Ungheria e all'Inghilterra di prepararsi per la guerra.
Prese parte alla revisione del trattato di San Stefano e fu uno dei rappresentanti della Russia al Congresso di Berlino. L'anno seguente, la Germania ha stipulato un'alleanza segreta con l'Austria-Ungheria contro la Russia. Ciò portò Šuvalov ad incontrare Bismarck a Vienna. 
Al momento dell'ascesa al trono dell'imperatore Alessandro III è stato inviato all'imperatore d'Austria e al re d'Italia con la richiesta di consegnare lettere scritte a mano sull'ascesa dell'imperatore. Due anni più tardi, è stato nominato membro della commissione speciale istituita per la redazione della governance locale.

## Matrimonio
Nel 1864 sposò Elena Ivanovna Čertkova (1830-1891), sorella di Michail Ivanovč Čertkov e nipote di Grigorij Aleksandrovič Stroganov. Ebbero un figlio:
- Andrej Petrovič (1865-1928)

Negli ultimi anni visse separato dalla moglie.

## Morte
Morì a San Pietroburgo il 22 marzo 1889.